# Christine von Dohnanyi
Christine „Christel“ von Dohnanyi, geborene Bonhoeffer (* 26. Oktober 1903 in Königsberg; † 2. Februar 1965 in Kassel), war eine Deutsche, die im Widerstand gegen den Nationalsozialismus aktiv war.

## Leben
Christine Bonhoeffer kam als fünftes Kind Karl Bonhoeffers und dessen Frau Paula, geborene von Hase, zur Welt; einer ihrer Brüder war Dietrich Bonhoeffer. Sie besuchte das Grunewald-Gymnasium. Im September 1921 verlobte sie sich mit Hans von Dohnanyi, einem Schulfreund ihrer Brüder. 1924 brach sie ihr Studium der Zoologie ab, 1925 heirateten sie. Ihre Tochter Barbara wurde 1926 geboren, der erste Sohn Klaus kam 1928 und der zweite Sohn Christoph 1929 zur Welt.
Christine von Dohnanyi nahm an allen Widerstandsaktivitäten ihres Mannes Hans von Dohnanyi Anteil und trug sie mit.  Er hatte sie über alle Aktivitäten aufgeklärt und stand mit ihr im regen Austausch.
Neben ihrem Mann und ihrem Bruder Dietrich Bonhoeffer wurde auch sie im Haus in Sacrow am 5. April 1943 wegen des Verdachts auf Hoch- und Landesverrat von der Gestapo festgenommen. Von der Gefangennahme seiner Frau und seines Schwagers wusste Hans von Dohnanyi lange Zeit nichts und versuchte aus dem Gefängnis heraus, Briefe an die Ehefrau zu verschicken. Christine von Dohnanyi wurde, noch angeschlagen von einer Magenoperation Anfang 1943, zunächst ins Polizeigefängnis Charlottenburger Kaiserdamm gebracht und anschließend gemeinsam mit der Ehefrau und der Sekretärin von Josef Müller im Polizeipräsidium Alexanderplatz inhaftiert. Sie bemühte sich auch aus dem Gefängnis heraus, Mitglieder des Widerstandes zu entlasten. Sie wurde nach wenigen Wochen wieder freigelassen. Nach ihrer Freilassung versuchte sie erfolglos, auch die Freilassung ihres Mannes und ihres Bruders zu erreichen. Sie schmuggelte mehrfach Diphtheriebazillen, um diesem zu ermöglichen, Vernehmungen zu entgehen, aber auch geheime Nachrichten in das Gefängnis ihres Mannes. Jeglicher Kontakt lief dabei über den NS-Untersuchungsrichter und Oberstkriegsgerichtsrat Manfred Roeder, der die Besuchs- und Schreibmöglichkeiten erheblich beeinflusste.

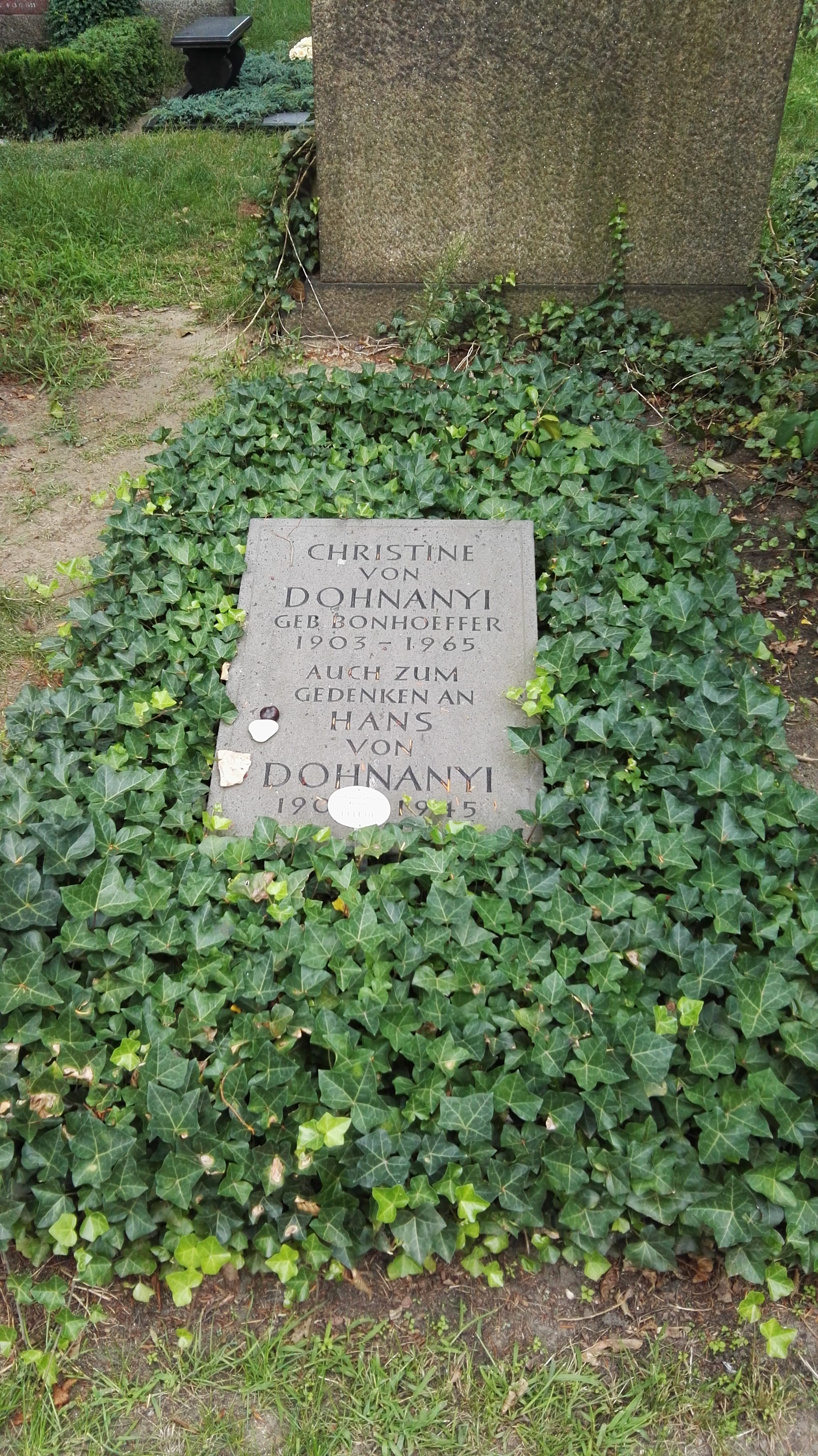
Grabstelle auf dem Dorotheenstädtischen Friedhof

Nach der Kapitulation Berlins wurde ihr von den Alliierten am 27. Juni 1945 der Status eines „Opfers des Faschismus“ zuerkannt. Verzweifelt versuchte sie weiterhin, etwas über den Verbleib ihres Mannes herauszufinden, und setzte sich bei den Alliierten für eine angemessene Würdigung des Widerstands ein.
Ihr Grab befindet sich auf dem Dorotheenstädtischen Friedhof. Sohn Klaus von Dohnanyi gründete die Stiftung „Zivilcourage Hans und Christine von Dohnanyi“.

## Zitate
„Tragt keinen Hass im Herzen gegen die Macht, die uns das angetan hat. Verbittert Eure jungen Seelen nicht, das rächt sich und nimmt Euch das Schönste, was es gibt, das Vertrauen.“